# مو هاركن
مو هاركن (بالإنجليزية: Mo Harkin)‏ هو لاعب كرة قدم بريطاني، ولد في 16 أغسطس 1979 في ديري في أيرلندا الشمالية. شارك مع منتخب أيرلندا الشمالية تحت 21 سنة لكرة القدم. أما مع النوادي، فقد لعب مع إيستبورن بوروه وفوريست غرين ونادي ألدرشوت تاون ونادي فارنبوروه ونادي كارلايل يونايتد ونادي كرولي تاون ونادي ليويس وويكمب وندررز.

## وصلات خارجية
- مو هاركن على موقع قاعدة بيانات كرة القدم.إي يو (الإنجليزية)
- مو هاركن على موقع Soccerbase.com (لاعب) (الإنجليزية)